# Kreisgericht (Großherzogtum Hessen)
Kreisgericht war im Großherzogtum Hessen die Bezeichnung für die Gerichte zweiter Instanz (entsprechend einem heutigen Landgericht) in der Provinz Rheinhessen. In den beiden anderen Provinzen waren das die Hofgerichte.

## Historischer Hintergrund
Das Kreisgericht Mainz als Gericht zweiter Instanz für die gesamte Provinz Rheinhessen stammte aus der mit übernommenen französischen Rechtstradition und entsprach dem „tribunal de première instance“ der französischen Gerichtsverfassung. Als Rheinhessen 1816 an das Großherzogtum Hessen fiel und als Provinz Rheinhessen konstituiert wurde, bestand es aus 12 Kantonen mit je einem Friedensgericht, die nun den Bereich bildeten, der dem Kreisgericht nachgeordnet war.
Zum 1. Dezember 1836 wurde das Kreisgericht Mainz in die Kreisgerichte Mainz und Alzey geteilt. 1852 wurden beide Kreisgerichte in Bezirksgericht umbenannt.

## Gliederung
| Friedensgericht                | Kreisgericht ab 1836 | Sitz           | Anmerkungen                             |
| ------------------------------ | -------------------- | -------------- | --------------------------------------- |
| Friedensgericht Alzey          | Alzey                | Alzey          |                                         |
| Friedensgericht Bingen         | Mainz                | Bingen         |                                         |
| Friedensgericht Mainz I        | Mainz                | Mainz          |                                         |
| Friedensgericht Mainz II       | Mainz                | Mainz          |                                         |
| Friedensgericht Nieder-Olm     | Mainz                | Nieder-Olm     |                                         |
| Friedensgericht Ober-Ingelheim | Mainz                | Ober-Ingelheim |                                         |
| Friedensgericht Oppenheim      | Alzey                | Oppenheim      |                                         |
| Friedensgericht Osthofen       | Alzey                | Osthofen       | (bis 1822: „Friedensgericht Bechtheim“) |
| Friedensgericht Pfeddersheim   | Alzey                | Pfeddersheim   |                                         |
| Friedensgericht Wöllstein      | Alzey                | Wöllstein      |                                         |
| Friedensgericht Wörrstadt      | Mainz                | Wörrstadt      |                                         |
| Friedensgericht Worms          | Alzey                | Worms          |                                         |

## Rechtsgrundlage
Rechtsgrundlage der Kreisgerichte war das Gesetz Nr. 103 über die Organisation der Gerichte vom 27. Ventôse 1800 (18. März 1800). Artikel 7 dieses Gesetz legte die Aufgabe der Gerichte fest. Im Wesentlichen waren das erstinstanzliche Angelegenheiten in Zivilsachen, wenn ein anderes Gesetz das vorsah, zweitinstanzliche Entscheidungen bei Berufungen gegen Entscheidungen von Friedensgerichten und strafrechtliche Entscheidungen. Mit „Arrêté portant organisation des tribunaux des quartre départements...“ vom 14. Fructidor 1802 wurde festgelegt, dass das Gericht in Mainz aus sieben Richtern und vier Ergänzungsrichtern bestehen sollte. Zu den sieben Richtern zählte auch der Präsident und der Vizepräsident. Das Gericht bestand danach aus zwei Kammern. Mit Dekret vom 18. August 1810 wurde die Zahl der Richter von sieben auf 9 erhöht und festgelegt, dass die eine Kammer für Zivil- und die andere für Strafsachen zuständig sei. Diese Regelungen blieben bis 1879 in Kraft.

## Ende
Mit dem Gerichtsverfassungsgesetz von 1877 wurden Organisation und Bezeichnungen der Gerichte reichsweit vereinheitlicht. Zum 1. Oktober 1879 hob das Großherzogtum Hessen deshalb die Bezirksgerichte auf. Ihre Aufgaben wurden Teils auf das Landgericht Mainz, teils auf die ebenfalls neu eingerichteten Amtsgerichte übertragen, die die Friedensgerichte ersetzten.